# Lipovac (Gornji Milanovac)
Pour les articles homonymes, voir Lipovac.
Lipovac (en serbe cyrillique : Липовац) est un village de Serbie situé dans la municipalité de Gornji Milanovac, district de Moravica. Au recensement de 2011, il comptait 260 habitants.

## Démographie
| 1948 | 1953 | 1961 | 1971 | 1981 | 1991 | 2002 | 2011 |
| ---- | ---- | ---- | ---- | ---- | ---- | ---- | ---- |
| 606  | 556  | 512  | 464  | 399  | 371  | 304  | 260  |

|  |